# Друцкий-Любецкий, Иероним Эдвинович
Князь Иерони́м Э́двинович Дру́цкий-Любе́цкий (1861—1919) — белорусский писатель и общественный деятель Минской губернии, член I Государственной думы, член Государственного совета по выборам, член Рады БНР.

## Биография
Римско-католического вероисповедания. Из старинного княжеского рода. Землевладелец Минского уезда (родовое имение Новое Поле в 2000 десятин).
Окончил Рижскую Александровскую гимназию с золотой медалью (1880) и Санкт-Петербургский университет по юридическому факультету (1885). По окончании университета отбывал воинскую повинность вольноопределяющимся в 3-й гвардейской и гренадерской артиллерийской бригаде, в 1887 году вышел в запас в чине прапорщика.
Занимался сельским хозяйством в имении своего отца. Был членом правления Минского коммерческого банка и Минского винокуренного общества. Стал одним из организаторов Минского земельного общества взаимного кредита. Состоял членом наблюдательного совета Общества взаимного страхования в сельском хозяйстве (1900). Был деятельным членом Минского общества сельского хозяйства (1894—1919), входил в совет Общества, был директором его синдиката. Кроме того, состоял почетным мировым судьей Минского уезда и почетным блюстителем по хозяйственной части Пинского духовного училища (1894—1904).
Занимался пропагандой развития агрикультуры среди крестьян. Организовывал отделы кустарных промыслов белорусского населения на сельскохозяйственных выставках в Минске (1901), Вильно (1900—1902) и Санкт-Петербурге (1903). На выставке 1902 года выступил с докладом о развитии кустарной промышленности в Северо-Западном крае. Занимался литературным творчеством, писал исторические драмы, некоторые из которых были поставлены театром в Вильне. Сотрудничал в польском журнале «Край», выходившем в Петербурге до 1904 года.
Был участником многих съездов и совещаний по вопросам, касающимся местного края. В 1903—1904 годах состоял членом губернской управы по делам земского хозяйства и сельскохозяйственного комитета при Главном управлении землеустройства и земледелия. Входил в Комитет по делу ликвидации сервитутов и чересполосицы при Министерстве внутренних дел. В 1905 году был представителем Минской губернии на земском и городском съезде в Москве.
В 1906 году был избран членом I Государственной думы от Минской губернии. Входил в группу западных окраин. Выступал за расширение их автономии. 29 сентября 1909 года избран в члены Государственного совета съездом землевладельцев Минской губернии вместо Э. А. Войниловича. Входил в Польское коло. В сентябре 1910 года выбыл из состава Госсовета за окончанием срока полномочий.
В 1911 году, после введения выборного земства в Западном крае, был избран минским уездным и губернским гласным. Состоял членом правления Минского благотворительного общества (с 1909). Принимал участие в польских национальных организациях, был членом Общества поддержки польского театрального искусства (с 1908) и общества Польская школа «Матица» (1917). В 1918 году стал членом минского Общества друзей науки.
13-15 мая 1917 года он присутствовал на заседании Белорусского национального комитета, куда был кооптирован по инициативе Романа Скирмунта вместе с другими крупными землевладельцами (Эдуардом Войниловичем, князем Станиславом Радзивиллом и др.). Заблокировал предложения представителей БСГ о коренных аграрных преобразованиях в Белоруссии, а также подтвердил свое стремление к автономии Беларуси в составе России, объединению всех белорусских земель, разделенных фронтом Первой мировой войны, под одной властью и дистанцировался от ориентации на Польшу.
В 1918 году вошел в состав Рады Белорусской Народной Республики. Перед этим в статистических документах 1917 г. неоднократно указывал свою национальность как «белорус».
После того, как в 1919 году в Белоруссии была установлена советская власть, выехал в Польшу. В том же году умер в Варшаве от «испанки». Похоронен на кладбище Старые Повонзки. Был женат, имел четверых детей.

## Семья
- Жена (с 1898) — Мария-Анна-Эрнестина, урождённая Гётцендорф-Грабовская (1861—1946), дочь Адама Грабовского.
  - Дочь — Мария (Мария-Ядвига-Юзефа-Франциска-Христина-Катерина-Елизавета-Клементина) Иеронимовна Друцкая-Любецкая (1890—1945). В 1917 году вышла замуж за Илью Прахина.
  - Сын — Константин (Константин-Марьян-Юзеф) Иеронимович Друцкий-Любецкий (1893—1940), польский кавалерийский военачальник, полковник, участник Советско-польской войны и Обороны Польши в 1939 году, 26 сентября 1939 года был тяжело ранен, попал в плен. Находился в советской тюрьме в Самборе, откуда 17 мая 1940 года был переведен в Киев. Расстрелян в конце мая 1940 года, предположительно в лагере Быковня под Киевом.  В 1964 году посмертно был произведён в бригадные генералы генералом Андерсом[a].
  - Сын — Юзеф-Мариан-Ян-Непамуцан Иеронимович Друцкий-Любецкий (1897—1943)
  - Дочь —  Кристина (Кристина-Мария-Ядвига-Юзефа)  Иеронимовна  Друцкая-Любецкая (23.01.1900—06.05.1921)[5][6]. Скончалась бездетной.

## Комментарии
1. ↑  Константин не единственный потомок депутата 1-й Государственной Думы, погибший в результате Катынского преступления. Весной 1940 года в Катыне были расстреляны Пётр Пересвет-Солтан, сын депутата от Витебской губернии П. И. Пересвета-Солтана  и Хенрик Здановский младший, сын депутата от Киевской губернии Г. И. Здановского